# M. Night Shyamalan's Signs of Fear
Pour plus de détails, voir Fiche technique et Distribution.
M. Night Shyamalan's Signs of Fear est un film documentaire dramatique réalisé par Chris Harty en 2002, avec Adam Thompson.

## Fiche technique
- Titre : M. Night Shyamalan's Signs of Fear
- Réalisation : Chris Harty
- Scénario : John Chuldenko
- Musique : Jeffrey Hepker et Paul F. Zubrod
- Photographie :
- Montage : Skip Robinson
- Production : Chris Harty et Patrick Taulère
- Société de production : New Wave Entertainment
- Pays :  États-Unis
- Genre : Documentaire
- Durée :
- Dates de sortie : 
  -  États-Unis : 22 juillet 2002

## Distribution
- Adam Thompson